# 트래비스 트릿
트래비스 트릿(Travis Tritt, 1963년 2월 9일 ~ )은 미국의 컨트리 가수이다.